# 保谷瑠美子
保谷 瑠美子（ほや るみこ）は、日本の映像作家、アニメーター。埼玉県生まれ。
主に、NHKの音楽番組「みんなのうた」や、「おかあさんといっしょ」などのアニメーションを制作している。

## 作成作品一覧

### みんなのうた
- ◆は、5分間1曲枠の楽曲（ロングのうた）。
- このせかいに / 村岸カンナ（2008年6月・7月放送）◆
- I ♥ ××× / 大塚愛（2010年8月・9月放送）◆

### おかあさんといっしょ
- とり （2017年5月放送　アニメーション）

### ドラマ
- 蝉しぐれ（2003年8月22日 - 10月3日、NHK総合　タイトルバック）